# شون باربر
شون باربر (بالإنجليزية: Shawn Barber)‏ هو لاعب كرة قدم أمريكية أمريكي، ولد في 14 يناير 1975 في ريتشموند في الولايات المتحدة.

## وصلات خارجية
- شون باربر على موقع مرجع كرة القدم المحترفة.كوم (الإنجليزية)